# Ах, тези муцуни!
„Ах, тези муцуни“ е предаване на БНТ в периода 1992 – 2002 г. Излъчва се е първо по Ефир 2, а после по Канал 1 с водещ Екатерина Генова.
Първото предаване е на 5 септември 1992 г. Излъчва се в събота.
Отпада от телевизионната схема през август 2002 година.
По-късно водещата издава книгата „450 съботи в студиото на Ах, тези муцуни“.